# LMS 5形蒸気機関車
5形（Class 5）は、イギリスのロンドン・ミッドランド・アンド・スコティッシュ鉄道（LMS）が導入した蒸気機関車の1形式である。ブラックファイブ（Black Five）の愛称がある。ウィリアム・スタニアが設計した軸配置4-6-0（2C）の客貨両用機で、1934年からイギリス国鉄発足後の1951年までに842両が製造された。

## 概要
ウィリアム・スタニアの設計により1934年に登場した軸配置4-6-0の客貨両用機である。車両形式の5は、LMSが定める牽引力等級が第5級（強力なほど数字が大きい）であることに由来する。製造はLMSのクルー、ダービー、ホーウィックの各工場とバルカン・ファウンドリー、アームストロング・ホイットワースが担当した。
黒色に赤のラインを配した車体色で登場している。当初はスタニア設計の急行旅客用機ジュビリー級の赤色車体を指す「レッドスタニア」（Red Stanier）と対比して「ブラックスタニア」（Black Stanier）と呼ばれ、後に「ブラックファイブ」の愛称が広まった。性能の良さと信頼性の高さから、イギリス国内の幅広い線区で使用された。
イギリス国鉄では5MT形（Mixed Traffic、客貨両用）となり、イギリスの蒸気機関車時代最末期の1968年まで運用された。18両が保存されている。
『汽車のえほん』とその映像化作品『きかんしゃトーマス』では、ヘンリーの事故復旧改造後の姿のモデルとなった。